# Bustellín
Bustellín (en asturiano y oficialmente: Busteḷḷín) es una casería que pertenece a la parroquia de Calleras en el concejo de Tineo (Principado de Asturias). Se encuentra a 493 m s. n. m. y está situada a 16,60 km de la capital del concejo, la villa de Tineo. 

## Población
En 2020 contaba con una población de 4 habitantes (INE, 2020) repartidos en un total de 5 viviendas (INE, 2010).